# Liste der Monuments historiques in Payroux
Die Liste der Monuments historiques in Payroux führt die Monuments historiques in der französischen Gemeinde Payroux auf.

## Liste der Bauwerke
| Bezeichnung                       | Beschreibung              | Standort | Kennzeichnung | Schutzstatus | Datum | Bild |
| --------------------------------- | ------------------------- | -------- | ------------- | ------------ | ----- | ---- |
| Kirche Notre-Dame de l’Assomption | Erbaut im 12. Jahrhundert | (Lage)   | PA00105576    | Inscrit      | 1950  |      |

## Liste der Objekte
| Bezeichnung               | Beschreibung          | Standort                                        | Kennzeichnung | Schutzstatus | Datum | Bild |
| ------------------------- | --------------------- | ----------------------------------------------- | ------------- | ------------ | ----- | ---- |
| Skulptur Madonna mit Kind | Holz, 17. Jahrhundert | in der Kirche Notre-Dame de l’Assomption (Lage) | PM86000392    | Classé       | 1944  |      |